# Queensberryreglerne
Queensberryreglerne er et regelsæt for boksning fra 1867 skrevet af John Graham Chambers og anbefalet af den 9. markis af Queensberry. I disse regler omtales polstrede læderhandsker første gang.
Queensberryreglerne ligger til grund for de nuværende regler i boksning.
Queensberryreglerne afløste London Prize Ring Rules.
Dommeren standsede den berømte kamp mellem udfordreren Oscar Wilde og John Douglas efter 2. omgang på point pga. Wildes blottelser.

## Eksterne links
- Queensberryreglerne på ibroresearch.com Arkiveret 1. december 2011 hos  Wayback Machine

| Sport | Spire Denne artikel om sport er en spire som bør udbygges. Du er velkommen til at hjælpe Wikipedia ved at udvide den. |